# Елізабет Девід
Елізабет Девід (англ. Elizabeth David; ім'я при народженні Елізабет Гвінн (англ. Elizabeth Gwynn); 26 грудня 1913 — 22 травня 1992, Фолкінгтон, Велика Британія) — письменниця, авторка кулінарних книг.

## Життєпис
Елізабет Девід народилась в багатій та авторитетній сім'ї. Батько — Руперт Гвінн, член британського парламенту. Матір — Стелла Рідлі, походила із знатної родини.
Батьки відправили Елізабет навчатись у Париж після того, як у дівчинки виявився талант до малювання. В Парижі вона вступила на навчання в Сорбонну. Під час навчання Елізабет жила у родині французів, які й прищепили їй любов до французької кухні.
Після завершення навчання Девід не поспішала додому, а тому поїхала вивчати німецьку мову в Мюнхен. Повернувшись в Англію Елізабет не поспішала виходити заміж, а також малювати. Дівчина вирішила стати актрисою, попри незадоволення матері, а також закрутила роман з одруженим чоловіком.
Від матері, на 21-й день народження, вона отримала в подарунок свою першу кулінарну книгу — The Gentle Art of Cookery